# Pfarrkirche Gries am Brenner

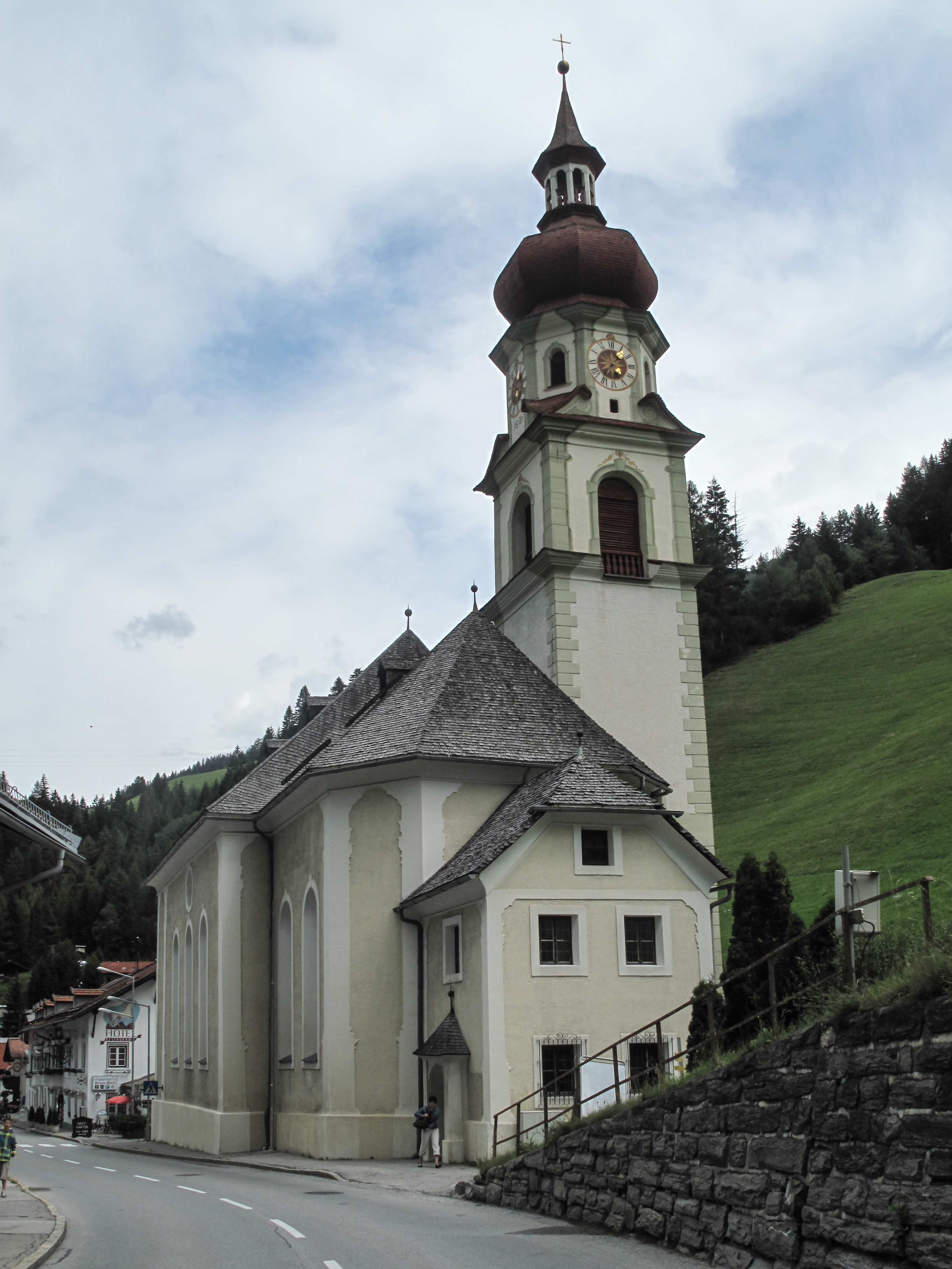
Katholische Pfarrkirche Mariä Heimsuchung in Gries am Brenner

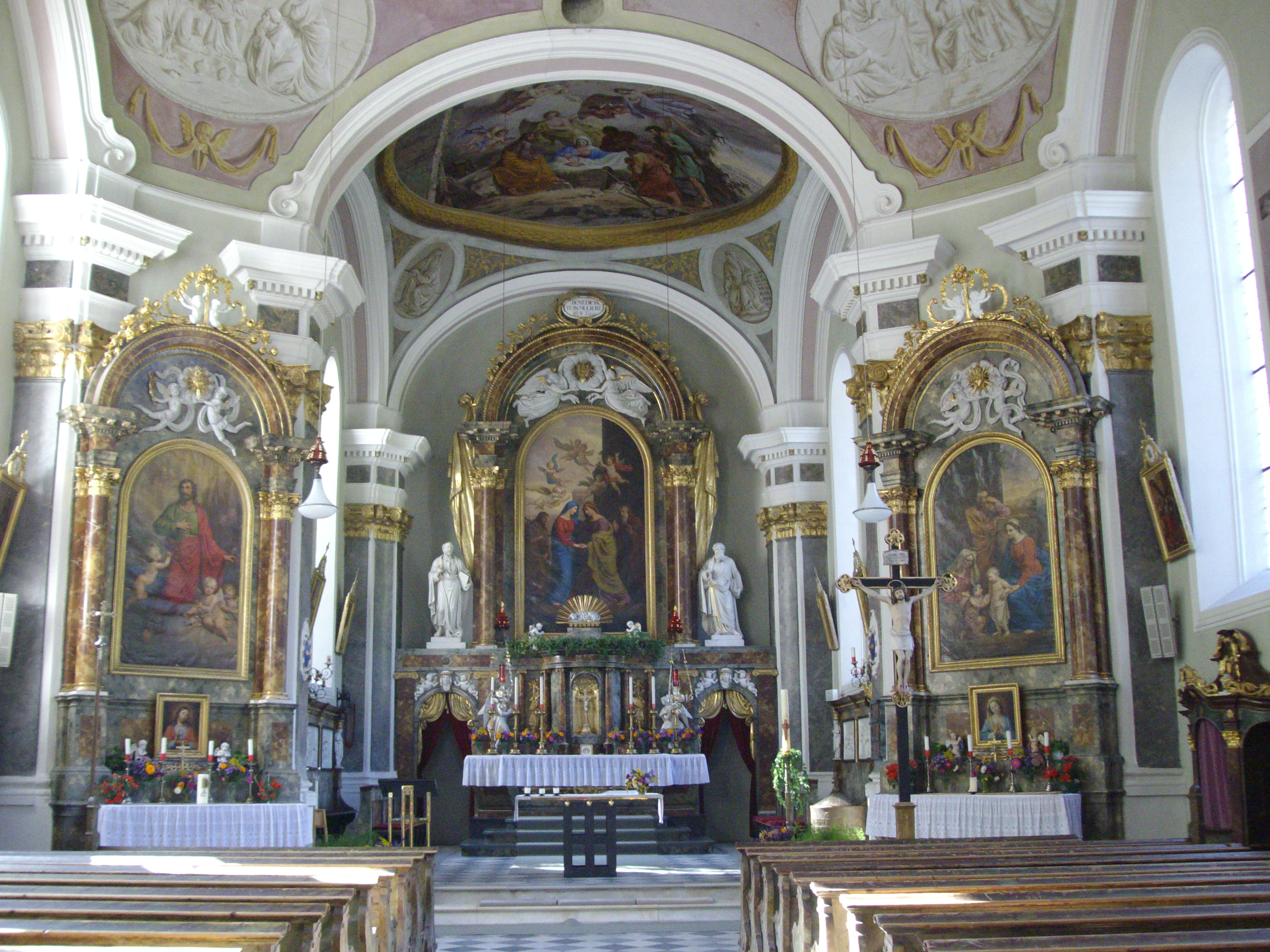
Langhaus, Blick zum Chor

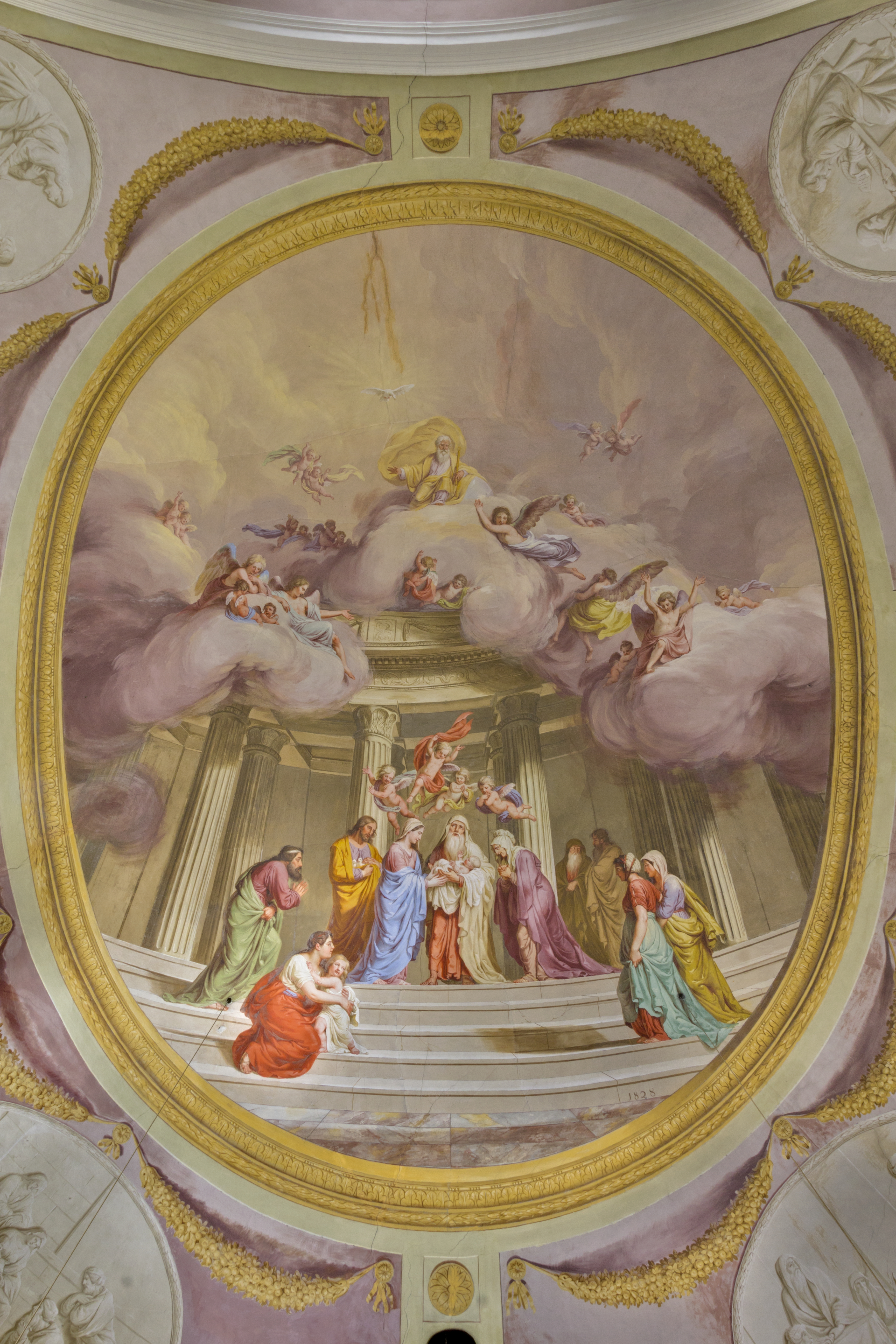
Deckenfresko von Josef Arnold dem Älteren

Die Pfarrkirche Gries am Brenner steht in der Dorfmitte der Gemeinde Gries am Brenner im Bezirk Innsbruck-Land in Bundesland Tirol. Die dem Fest Mariä Heimsuchung geweihte römisch-katholische Pfarrkirche gehört zum Dekanat Matrei am Brenner in der Diözese Innsbruck. Die Kirche und der ehemalige Friedhof stehen unter Denkmalschutz (Listeneintrag).

## Geschichte
Urkundlich wurde 1534 eine Kapelle genannt. Die 1634 erbaute Kirche wurde von 1676 bis 1678 vergrößert. Von 1823 bis 1826 erfolgte ein Neubau nach den Plänen von Jakob Prantl und Johann Muigg, die Kirche wurde 1831 geweiht. Die Kirche wurde restauriert, 1926 außen, 1971, 1930/1931 innen.
Die Pfarre wurde 1941 gegründet.

## Architektur
Der spätklassizistische Kirchenbau entstand über dem barocken Grundriss einer Vorgängerkirche.
Das Langhaus steht unter einem Krüppelwalmdach, der südliche niedrigere Chor hat einen polygonalen Schluss mit einem anschließenden Sakristeianbau, die Fassaden sind mit einem Architekturputz gegliedert. Der mächtige Turm steht ostseitig zum Hang am Chor, er hat ein mit einem Gesims abgesetztes Glockengeschoß mit rundbogigen Schallfenstern, darüber ein Oktogon mit Zwiebeldach und einer zwiebelgekrönten Laterne. Die nordseitige Hauptfront zeigt sich zweigeschoßig dreiachsig mit einer kleinen Vorhalle und darüber ein vierpassförmiges Fenster und einem Rundfenster im Giebel.
Das Kircheninnere zeigt sich im Langhaus mit einer Flachkuppel über Wandpfeilern mit Kompositkapitellen. Die Orgelempore ist mit einer Stichkappentonne unterwölbt. Der Triumphbogen ist rundbogig. Der Chor schließt mit einer Halbkuppel. Das Langhaus hat längs je drei Rundbogenfenster mit einem Oculus über dem mittleren, der Chor hat straßenseitig zwei und hangseitig ein Rundbogenfenster.
Der klassizistische Stuck und die Apostelzeichen schuf Josef Kinast 1827. Die Deckenfresken malte Josef Arnold der Ältere, die Chorkuppel Geburt Christi 1827, in den Pendentifs Grisaillemedaillons mit den Vier Propheten, in der Hauptkuppel Darstellung im Tempel 1828, in den Pendentifs Grisaillemedaillons Anbetung der Könige, Jesus lehrt im Tempel, die Vier Evangelisten, im Vorjoch Verkündigung, südlich im Langhaus Kreuzigung 1827/1828.

## Ausstattung
Den klassizistische Hochaltar aus 1826/1828 schuf Josef Reinisch, des Hochaltarblatt Mariä Heimsuchung malte Josef Arnold um 1827/1828, die Statuen Peter und Paul über den Opferungsportalen sowie die Engel und Putten schuf Gottlieb Klotz der Ältere. Die Seitenaltäre zeigen die Heilige Familie mit Elisabeth und Johannes, und Josef von Nazaret.
Unter der Empore gibt es links ein Kriegerdenkmal mit Kruzifix und seitlichen Gedenktafeln von Hans Buchgschwendter 1927. Es gibt zwei Holztafeln mit den Vierzehn Nothelfern aus dem 17. Jahrhundert aus der 1955 abgetragenen Nothelferkapelle.
Das Orgelgehäuse mit einem Brüstungspositiv entstand 1833 bis 1837 durch Josef Reinisch mit einer gleichzeitigen Statue König David von Nikolaus Seelos. Das Orgelwerk schuf Franz Reinisch II. 1906 und wurde 2008 durch einen Neubau durch Orgelbau Pirchner ersetzt.